# Castello di Monasterace
Das Castello di Monasterace ist eine Burg aus dem 11. Jahrhundert in Monasterace in der italienischen Region Kalabrien.

## Geschichte
Die normannisch-byzantinische Burg gehörte den Prinzen Caracciolo bis 1464 und gelangte dann in die Hände der Familie Arena Concublet, die sie wenige Jahre später, 1478, an Guglielmo Monaco weiterzuverkaufen. 1486 fiel sie an Silvestro Galeota. Zusammen mit dem Titel der Prinzen von Monasterace blieb die Burg bis 1654 in Besitz der Familie. In der Folge wechselte sie mehrfach den Besitzer: Zuerst gehörte sie dem Feldmeister Carlo della Gatta, dann Giacomo Pignatelli, Barbara Abenante, dem Markgrafen Perelli, den Tomacellis, den Marcuccis, dem Baron Oliva und schließlich im 20. Jahrhundert der Familie des Barons Scoppa di Francia, der sie 1919 an den Kavalier Giuseppe Sansotta verkaufte. Dieser teilte das Anwesen auf und verkaufte die einzelnen Teile an verschiedene Familien, das Aussehen der Burg mit Umbauten und Erneuerungen Motu proprio, ohne eine Spur von Restaurierungskriterien, aber nach den Kriterien ihrer Lebensqualität und der Praktikabilität, veränderten.

## Bildergalerie

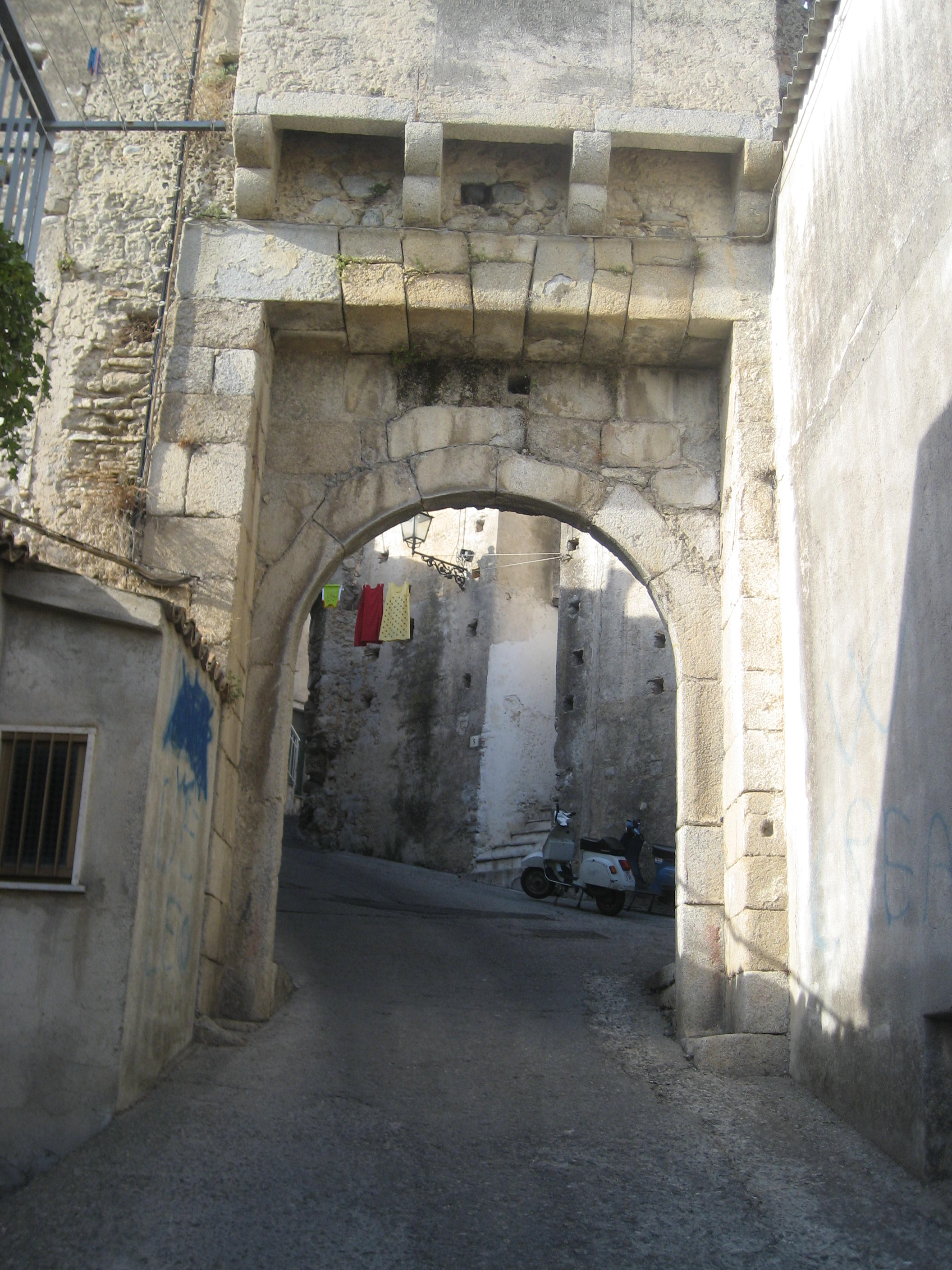
Südtor zur Burg
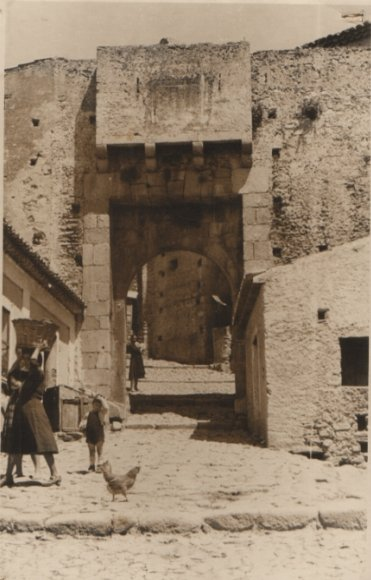
Südtor der Burg (1950er-Jahre)
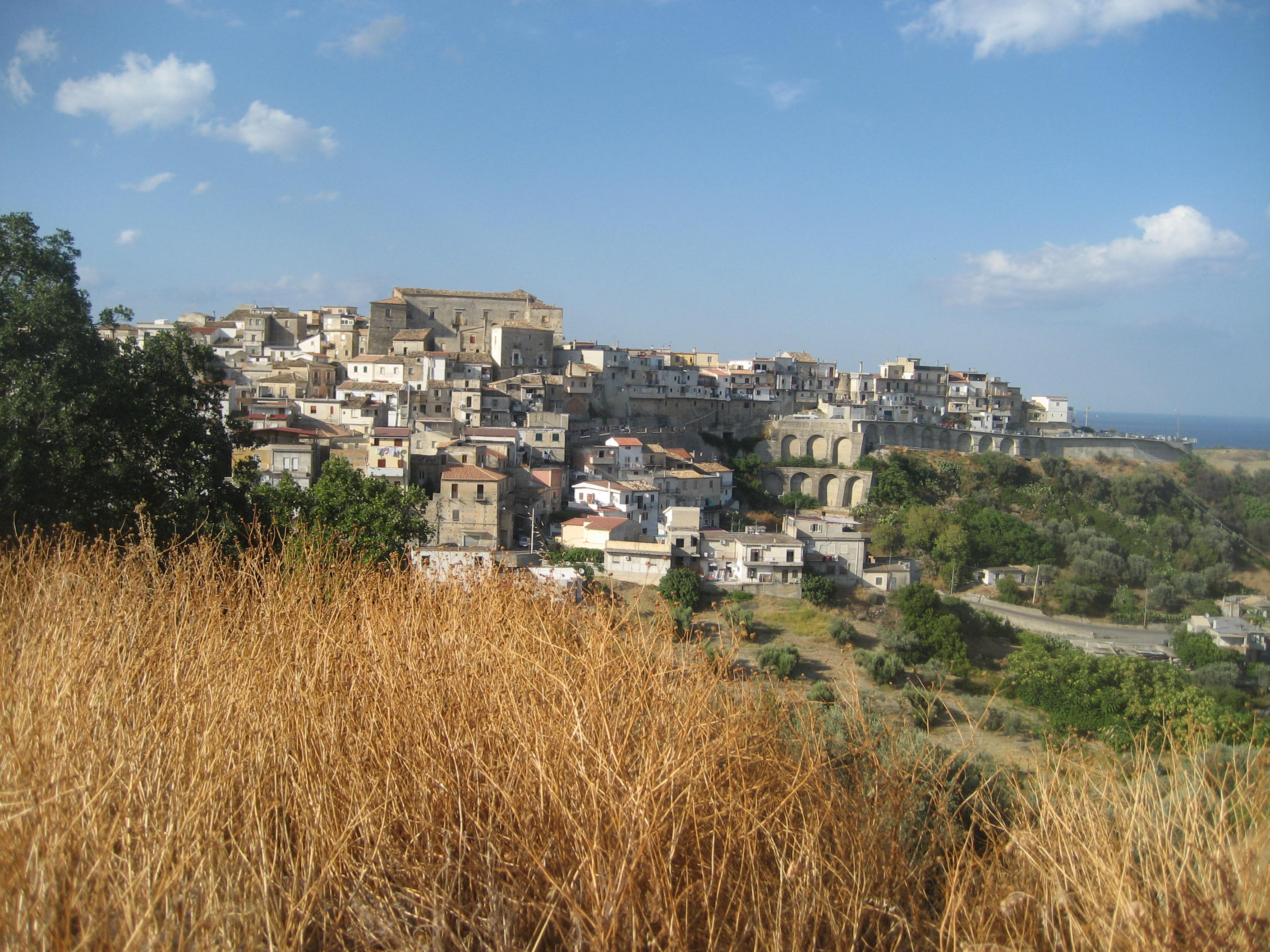
Der Standort der Burg im Verhältnis zum Dorf Monasterace
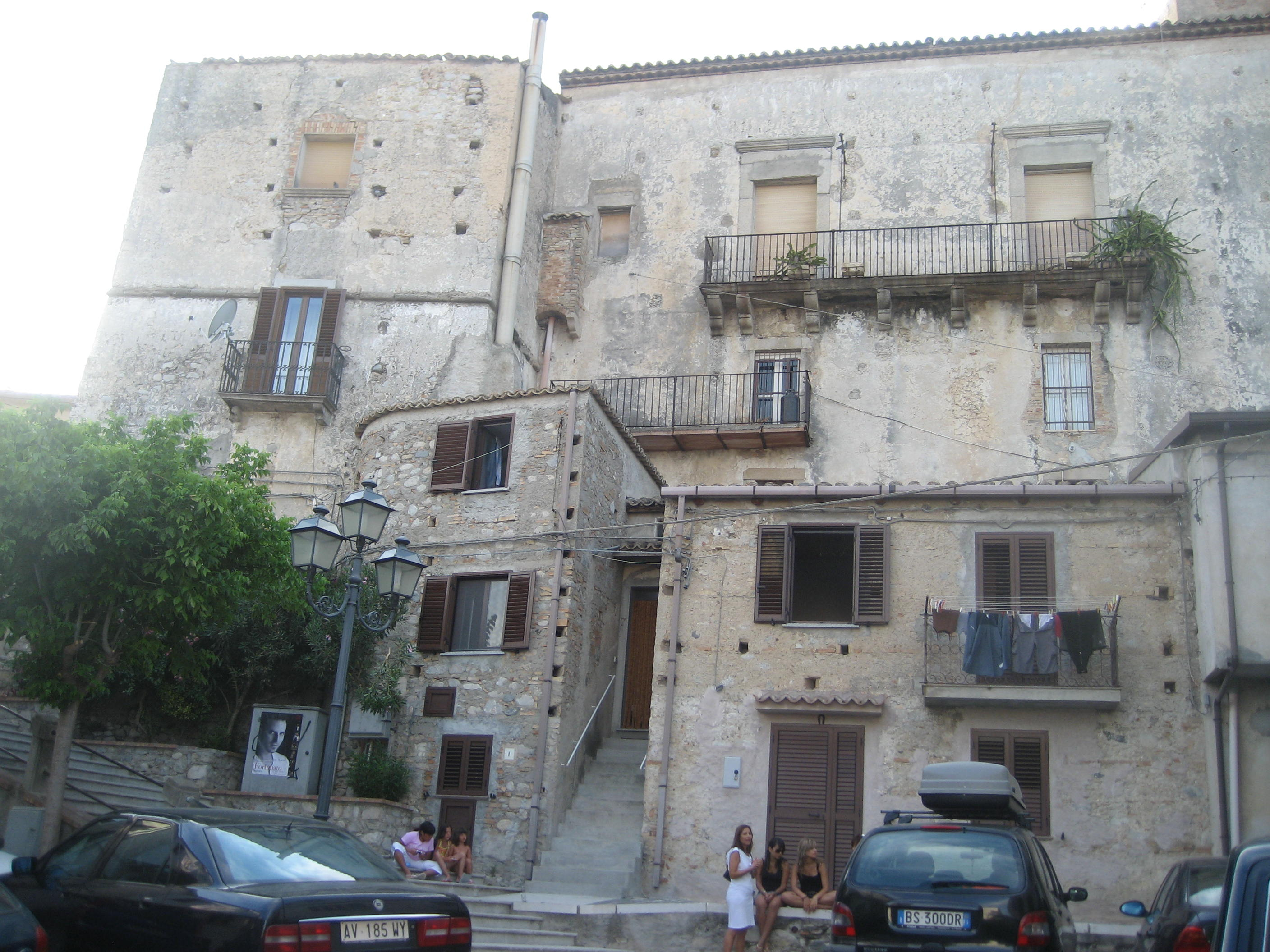
Westseite der Burg mit Privatwohnungen
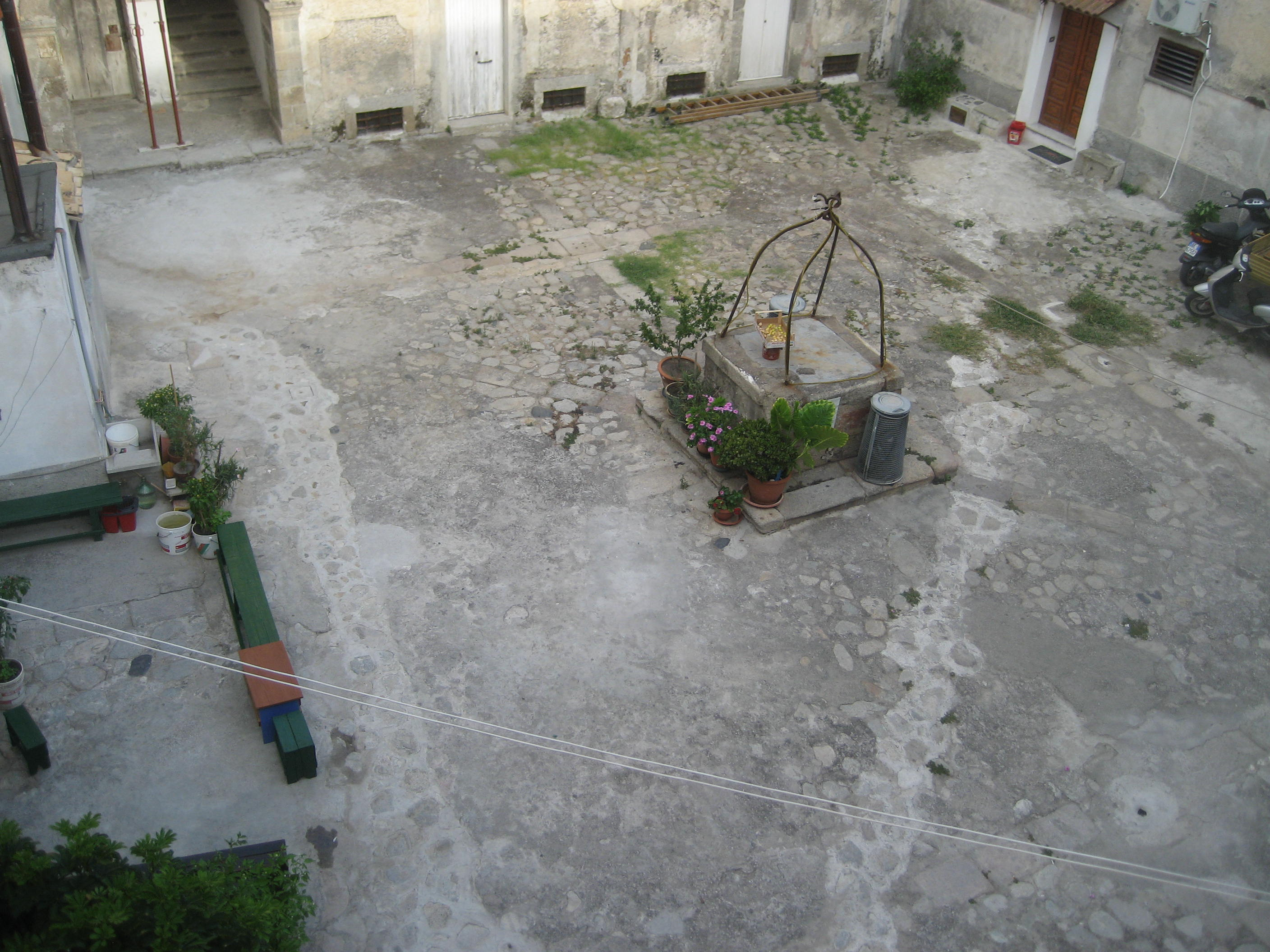
Innenhof der Burg mit Brunnen